# Soul food
Pour les articles homonymes, voir Soul Food.
La soul food (en français : « nourriture de l'âme ») est un type de cuisine américaine associé aux traditions culinaires afro-américaines du Sud des États-Unis.

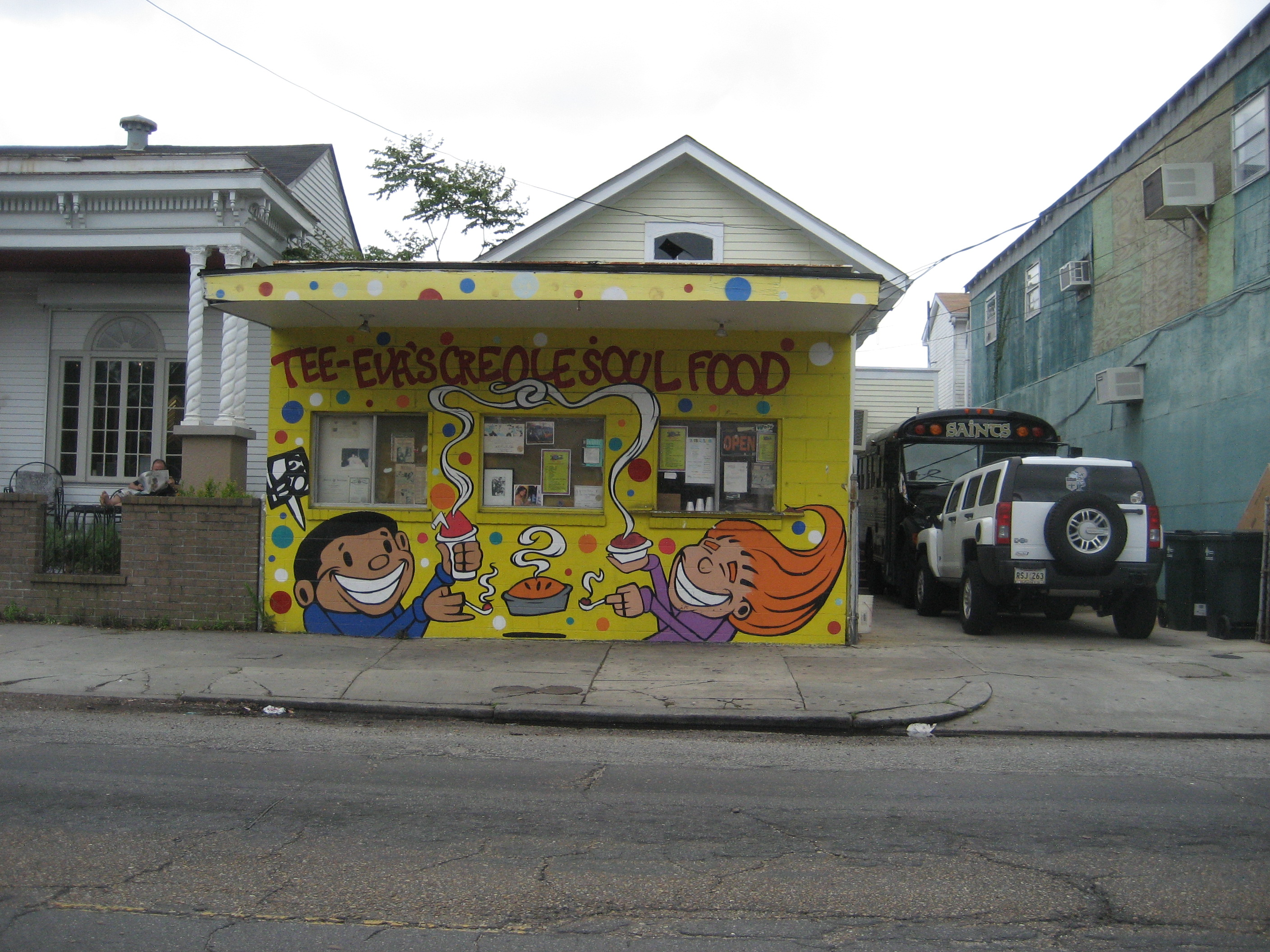
Un magasin de soul food à La Nouvelle-Orléans (2008).

## Origines
Le terme soul-food serait apparu dans les années 1960, à une époque où le terme soul était communément utilisé pour faire référence à la culture afro-américaine, notamment pour la musique soul.
Toutefois, les origines de la soul food sont plus anciennes et remontent jusqu'en Afrique. Des aliments comme le riz, le sorgho et le gombo, communs dans la cuisine d'Afrique de l'Ouest, furent importés aux Amériques à travers la traite des Noirs, et devinrent une des bases du régime alimentaire des esclaves d'origine africaine.
Ces origines comprennent également des éléments importants de la cuisine du Sud des États-Unis.
Des historiens de l'alimentation[Lesquels ?] soutiennent qu'au début du XIVe siècle, au début de l'exploration de l'Afrique, les explorateurs européens apportèrent leurs propres aliments qui s'incorporèrent aux régimes alimentaires africains. Des aliments comme le maïs et le manioc originaires des Amériques, les navets du Maroc et le chou du Portugal joueront un rôle important dans l'histoire de la cuisine afro-américaine.
Lorsque la traite négrière européenne démarra, au début du XVe siècle, le régime alimentaire des esclaves africains évolua au cours de leur longue déportation depuis l'Afrique. C'est à cette occasion que certains des produits agricoles indigènes d'Afrique firent leur apparition en Amérique.
Les propriétaires et trafiquants d'esclaves cherchaient à nourrir leurs captifs au moindre coût, bien souvent avec les restes de nourriture provenant des plantations, forçant les esclaves à s'accommoder du peu à leur disposition. Dans les foyers d'esclaves, les légumes se résumaient aux restes de navets, de betteraves et aux pissenlits. Par la suite s'y ajoutèrent des plantes consommées pour leur fanes : le chou fourrager, le chou frisé, le cresson de jardin, la moutarde brune et le raisin d'Amérique.
Ils inventèrent également des recettes utilisant le saindoux, la farine de maïs, les abats, les bas-morceaux, comme les pieds de porc au vinaigre, la queue de bœuf, le jarret, les tripes, l'oreille, le museau et la joue de porc, la couenne. Les cuisiniers ajoutaient des oignons, de l'ail, du thym et des feuilles de laurier sauce pour améliorer le goût.
Certains esclaves amélioraient leur ordinaire en cultivant de petits potagers, en s'adonnant à la pêche et à la chasse, pour le gibier. Ainsi la viande de raton laveur, d'écureuil, d'opossum, de tortue et de lapin fut, jusqu'à la fin des années 1950, tout à fait commune à la table des populations afro-américaines rurales des États du sud.

## Cuisine des Amérindiens des États-Unis

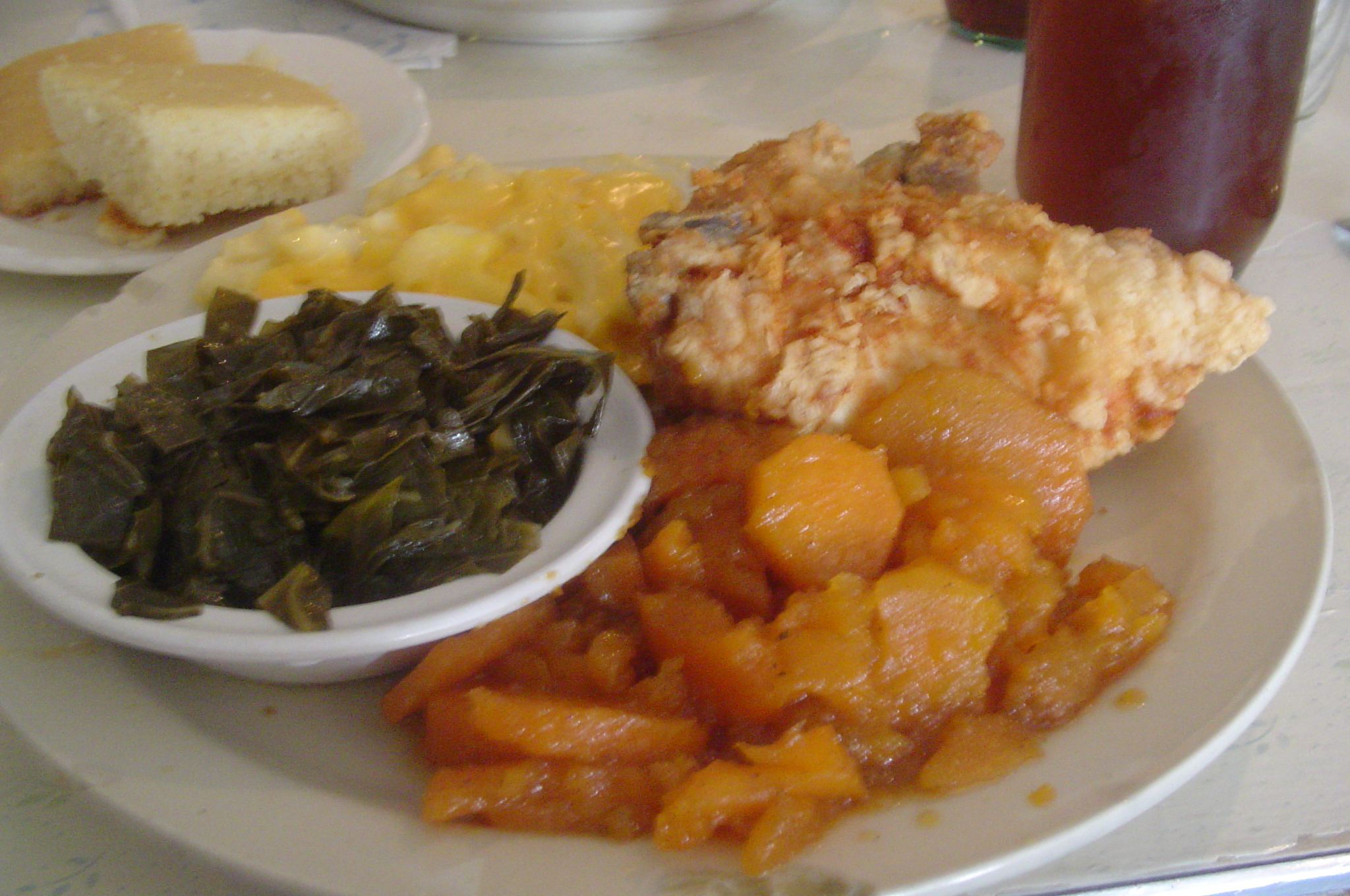
Exemple de repas possible.

La tradition culinaire des Amérindiens des États du sud (Cherokees, Chicachas, Chactas, Creeks) est une « pierre angulaire » de la cuisine du Sud. On lui doit l'une des bases du régime alimentaire sudiste : le maïs, sous forme de farine ou détrempé dans une solution alcaline, souvent de l'eau de chaux, également appelée masa, selon une technique indigène appelée nixtamalisation, ce procédé à l'avantage de protéger contre la pellagre. Le maïs était utilisé dans la confection de nombreux plats depuis le pain de maïs et les grits jusqu'aux spiritueux comme le whisky et les alcools artisanaux, sources d'importants revenus commerciaux.
Les fruits sont nombreux dans la région. La muscadine, la mûre, la framboise et de nombreuses autres baies sauvages entraient dans l'alimentation des Indiens du Sud.

« À un degré bien plus important qu'on ne le pense, plusieurs des plats les plus importants des Indiens du Sud-Est perdurent aujourd'hui dans la “soul food” que mangent les sudistes blancs ou noirs. L'hominy, par exemple est encore consommé […] le sofkee est l'ancêtre du grits […] le cornbread [est] utilisé par les cuisiniers sudistes […] les beignets indiens […] le hoe cake ou le Johnny cake […] le cornbread bouilli des Indiens se retrouve dans la cuisine sudiste en tant que corn meal dumplings [(boulettes de farine de maïs)], […] et autres hush puppies [(boulettes frites de maïs)], […] les cuisiniers sudistes cuisinent les pois secs et verts en les bouillant, comme le faisaient les Indiens […] comme les Indiens ils traitent leur viande et la fument au charbon de bois de hickory. »

— Charles Hudson, The Southeastern Indians.
Les Indiens du sud agrémentaient également leurs repas de viandes issues de la chasse. La venaison était une des bases alimentaires en raison de l'abondance du chevreuil. Ils chassaient également le lapin, l'écureuil, l'opossum et le raton laveur. Le bétail apporté par les Européens, porcs et bovins, fut adopté. Lorsqu'un gibier ou du bétail était tué, l'animal était entièrement utilisé. En plus de la viande, il n'était pas rare que les abats soient consommés, comme le foie, la cervelle et les tripes.
On retrouve cette tradition aujourd'hui dans quelques plats emblématiques comme les chitterlings (variété d'abats communément appelées chit’lins) obtenus par friture de morceaux de l'intestin grêle du porc, le livermush (pâté de foie de porc commun en Caroline du Nord et du Sud), la cervelle de porc et les œufs. La graisse animale, particulièrement de porc, était récupérée et utilisée pour la cuisson et la friture. Parmi les premiers colons européens, nombreux d'entre eux apprirent les méthodes de cuisine des Indiens du Sud et participèrent ainsi à leur diffusion.
Les pauvres du Sud, blancs ou noirs, partageaient de nombreuses recettes dérivées de la tradition soul, mais les styles de préparation variaient. Certaines techniques répandues dans la cuisine du Sud comme la friture de la viande et l'utilisation de toutes les parties de l'animal, ont une longue histoire attestée par des cultures anciennes du monde entier y compris Rome, l'Égypte et la Chine. Quel qu'ait été son mode d'introduction dans le Sud, la friture de la viande devint une des bases de cette cuisine.

## Livres de recettes
Comme dans de nombreux États esclavagistes, les esclaves africains n'avaient pas le droit d'apprendre à lire ou à écrire, les recettes de la soul food et les techniques de cuisson se sont transmises oralement jusqu'à la fin de l'esclavage.
Le premier livre de cuisine de la soul food est attribué à Abby Fisher et porte le titre de What Mrs. Fisher Knows About Old Southern Cooking. Il fut publié en 1881. Good Things to Eat fut publié en 1911. L'auteur, Rufus Estes, était un ancien esclave qui avait travaillé pour la Pullman Company. De nombreux autres livres de cuisine furent écrits par des Afro-Américains à cette époque, mais comme ils n'étaient pas largement diffusés, la plupart s'est perdue.
Depuis le milieu du XXe siècle, de nombreux livres de cuisine mettant en valeur la soul food et la tradition culinaire afro-américaine, compilés par des Afro-Américains ont été publiés et ont reçu un bon accueil. Le Vibration Cooking, or the Travel Notes of a Geechee Girl de Vertamae Grosvenor (en), publié initialement en 1970, se concentre sur la cuisine des Geechee ou Gullah, habitants du Lowcountry, région côtière de la Caroline du Sud. Il insiste sur la spontanéité d'une cuisine par « vibration » plus que par une mesure précise des ingrédients, la débrouillardise avec ce qui est disponible, et capture l'essence techniques traditionnelles de la cuisine afro-américaine. Les ingrédients de base simples et sains de la cuisine du Lowcountry, crevettes, huîtres, crabes, légumes et fruits frais, riz et patates douces, en font un bestseller.
Les valeurs de partage se trouvent au centre de la tradition culinaire afro-américaine. En conséquence, les livres de cuisine sont souvent centrés sur la famille et ses réunions. De nombreuses associations religieuses ou sociales comme le NCNW (National Council of Negro Women (en)(en)) ont publié des livres de recettes pour financer leurs activités et leurs œuvres. Le NCNW a publié son premier livre de recettes, The Historical Cookbook of the American Negro, en 1958, et relança cette pratique en 1993, en éditant une série populaire de livres de cuisine mélangeant recettes classiques et célébrités afro-américaines, avec notamment : The Black Family Reunion Cookbook (1993), Celebrating Our Mothers' Kitchens: Treasured Memories and Tested Recipes (1994) et Mother Africa's Table: A Chronicle of Celebration (1998). Le NCNW a également réédité récemment The Historical Cookbook.
La célèbre chef cuisinière sudiste afro-américaine Edna Lewis rédigea une série de livres entre 1972 et 2003, incluant A Taste of Country Cooking (Alfred A. Knopf, 1976) où elle entremêle histoires tirées de son enfance à Freetown (Virginie) (en) et des recettes de la « vraie cuisine du Sud ».
Une autre organisation, les Real Men Charities de Chicago, qui existe depuis les années 1980, promeut des programmes caritatifs éducatifs et alimentaires à travers le pays. Lors de son congrès annuel, où se pressent les célébrités donatrices, Real Men Charities promeut les Real Men Cook, évènements et programmes qui se tiennent dans quinze villes à travers le pays, où des Afro-Américains se réunissent dans des opérations caritatives pour présenter leurs meilleures recettes ; certaines originales, d'autres connues depuis des générations. L'événement est programmé pour coïncider approximativement avec la fête de l'émancipation (Juneteenth) et la fête des pères et est promu avec le slogan « Every Day is Family Day When Real Men Cook ». En 2004, Real Men distribua sa préparation pour gâteau à la patate douce dans des épiceries fines de plusieurs villes et publia en 2005 un livre de recettes titré Real Men Cook: Rites, Rituals and Recipes for Living. Les bénéfices de ces événements et la vente du livre financent les opérations de l'organisation.

## Qualités nutritionelles
La soul food est traditionnellement grasse et énergétique, qualités indispensables autrefois pour le mode de vie des travailleurs des champs.
Un aspect important de la préparation de la soul food était la réutilisation du saindoux. De très nombreux cuisiniers étant trop pauvres pour se permettre de jeter la graisse utilisée, ils versaient la graisse liquide tiède dans un conteneur. Après refroidissement complet, le gras se solidifiait et pouvait être réutilisé.
Certains Afro-Américains peuvent cuisiner différemment de leurs grands-parents, notamment en utilisant des fritures plus saines (huile végétale ou colza), de la viande de dinde plutôt que de porc…). L'évolution des techniques d'élevage a également abouti à amaigrir la viande de porc. Certains cuisiniers ont même adapté les recettes pour substituer aux ingrédients traditionnels des alternatives plus saines comme le tofu ou des substituts à base de soja. Les critiques ont soutenu que la tentative pour rendre la soul food plus saine l'a rendue également moins savoureuse.
Certains ingrédients de base de la soul food ont des qualités nutritionnelles intéressantes. Le chou fourrager est une excellente source de vitamines et de minéraux, incluant la vitamine A, la vitamine B6, et la vitamine C, le manganèse, le fer, le calcium, l'acide folique, les fibres et un peu d'acides gras oméga-3. Ils contiennent également des éléments végétaux soupçonnés de jouer un rôle favorable dans la prévention des cancers des ovaires et du sein. Les pois, le riz et les légumineuses sont des sources excellentes, peu chères, de protéines et contiennent également d'importants vitamines, minéraux et fibres. La patate douce est une excellente source de bêta-carotène et de minéraux en petites quantités et est reconnue comme anti-diabétique. Des essais récents sur l'animal ont montré que la patate douce stabilisait le taux de sucre dans le sang et abaissait la résistance à l'insuline.

## Plats et ingrédients

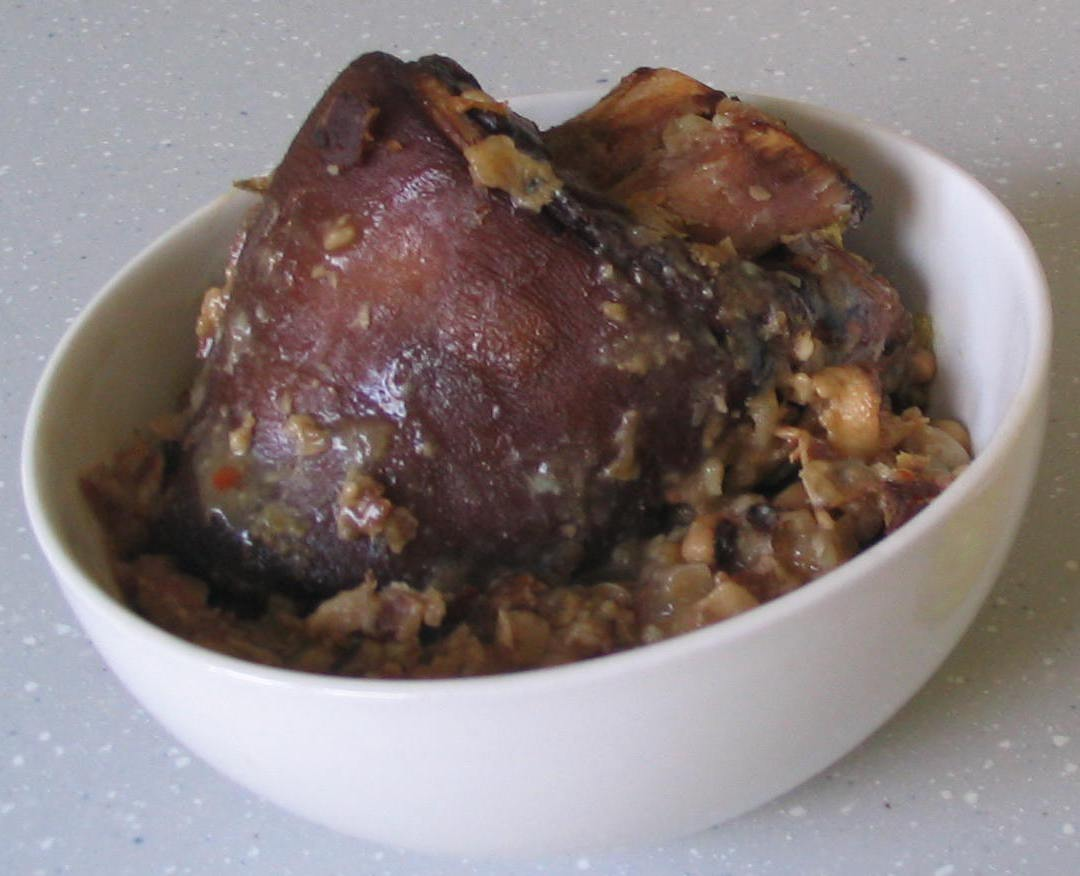
Jarret de porc avec des fèves de cornille.
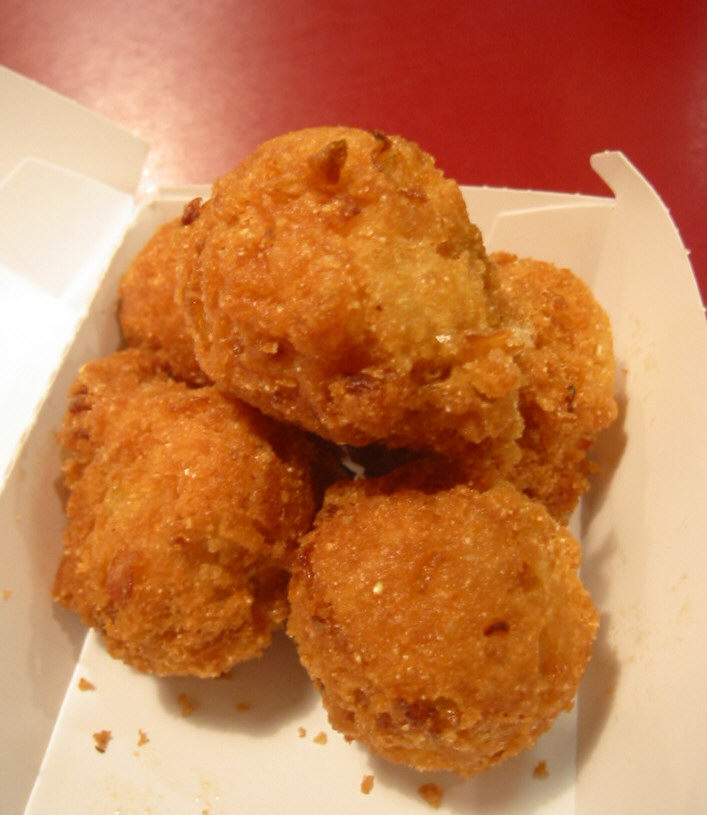
Hushpuppies.
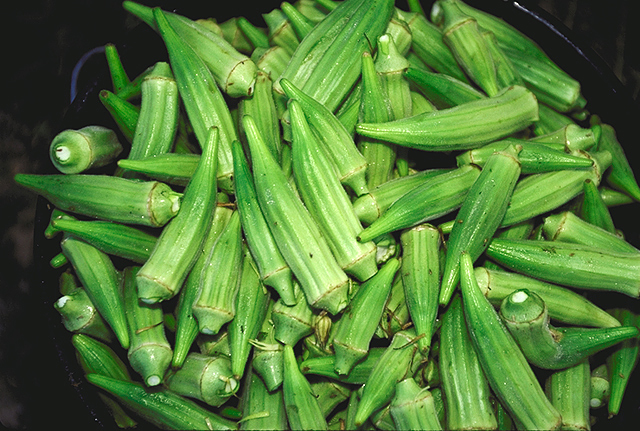
Gombos.
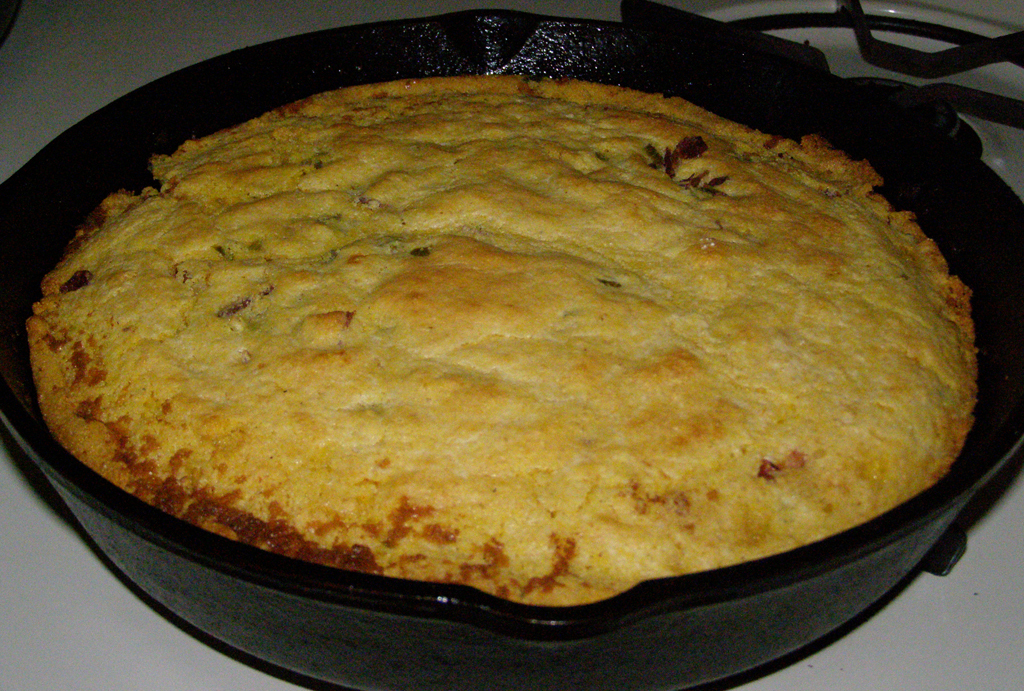
Pain de maïs.

## Restaurants
- Sylvia's Restaurant of Harlem (en) est connu pour sa soul food tout comme Swett's in Nashville.
- H&H Restaurant (en) à Macon, en Géorgie.
- Mama Lo's (en) à Gainesville, en Floride.
- Roscoe's House of Chicken and Waffles (en), chaîne de restaurants basée à Hollywood, en Californie fondée par Herb Hudson, natif d'Harlem en 1976.
- LoLo's Chicken and Waffles (en) réputée pour ses poulets et ses gaufres est basé à Phoenix.